# إندينافير
الإندينفر
الاسم التجاري: سيركسان
الشركة المصنعة: ميرك
هو عبارة عن مثبط بروتياز يستخدم كعنصر من عناصر العلاج المضاد للفيروسات التي تكون نشيطة بشكل كبير ومن أهم استخداماته: علاج فيروس نقص المناعة المكتسبة الايدز.

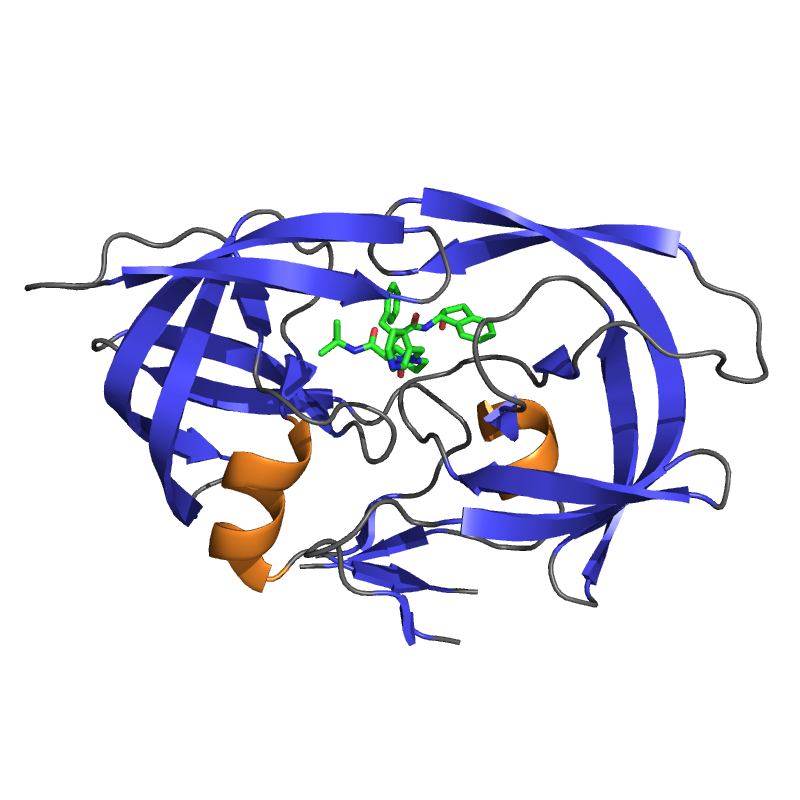
بروتييز فيروس نقص المناعة-1 في معقد مع الإندينافير. مدخلة بنك بيانات البروتين

يندرج على قائمة منظمة الصحة العالمية للأدوية الأساسية ويعتبر من العلاجات الأهم المرادة في نظام الرعاية الصحية.

## الاستخدامات الطبية
لسوء الحظ فان الاندونيفير يتراكم بسرعة بعد الجرعات
لذلك يجب ان نعطي جرعات دقيقة جدا كل ثماني ساعات وذلك لاحباط فيروس نقص المناعة المكتسبة من ان يقوم بعمل تغيرات مقاومة للدواء والذي يتضمن المقاومة للمثبطات الأخرى للبروتياز وكما يوجد أيضا قيود على أنواع من الطعام التي يجب ان تؤخذ مع هذا الدواء، ونظرا لهذه الاسباب فان هذا الدواء نادر الاستخدام.

## التاثيرات الجانبية
من أشهر التاثيرات الجانبيية للاندونيفير:
- اضطرابات الجهاز الهضمي مثل: (الم في البطن، الغثيان، التقيؤ، الاسهال).
- الشعور بالضيق العام والتعب.
- تشكل حصوات الكلى / حصوات في مجرى البول وقد تؤدي إلى الفشل الكلوي بالنهاية.
- التغيرات الايضية: مثل ارتفاع الكوليسترول والدهون الثلاثية وقد يؤدي إلى ارتفاع سكر الدم.
- التغيرات في شكل الجسم (حثل شحمي).[5]

الاندونيفير يثبط إنتاج اكسيد النيتروز البولي ويمكن ان يمنع من إنتاج اكسيد النيتريك.العلاج بهذا الدواء ممكن ان يسبب مشاكل بالكلى، ويقلل القدرة على التخلص من الكرياتينين.
الاندونيفير يضيق وظيفة الاوعية الدموية للرجال المصابين بالايدز وكما انه يسرع من مرض تصلب الشرايين.

## التاريخ
وافقت إدارة الغذاء والدواء (الولايات المتحدة) على الدواء 13/3/1996 والذي يجعلها الثامنة للمضادة للفيروسات الراجعة الاندوفير اقوى من أي دواء مضاد للفيروسات السابقة له.
واستخدامه مع المزدوج نرتيس ساهم في خلق معيار جديد لعلاج فيروس نقص المناعة المكتسبة[بحاجة لمصدر], أن مثبطات البوتياز ممكن ان تحول فيروس الايدز من مرض عضال إلى مرض ممكن التحكم به[بحاجة لمصدر].
على نحو متزايد، يتم استبداله بأدوية أخرى أكثر ملائمة وأقل عرضة لتعزيز مقاومة الفايروس، مثل دارونافير وأتازانافير.